# Schubbühel
De Schubbühel is een berg in de deelstaat Salzburg, Oostenrijk. De berg heeft een hoogte van 2.334 meter. 
De Schubbühel is onderdeel van het Tennengebergte.